# 반죽하기

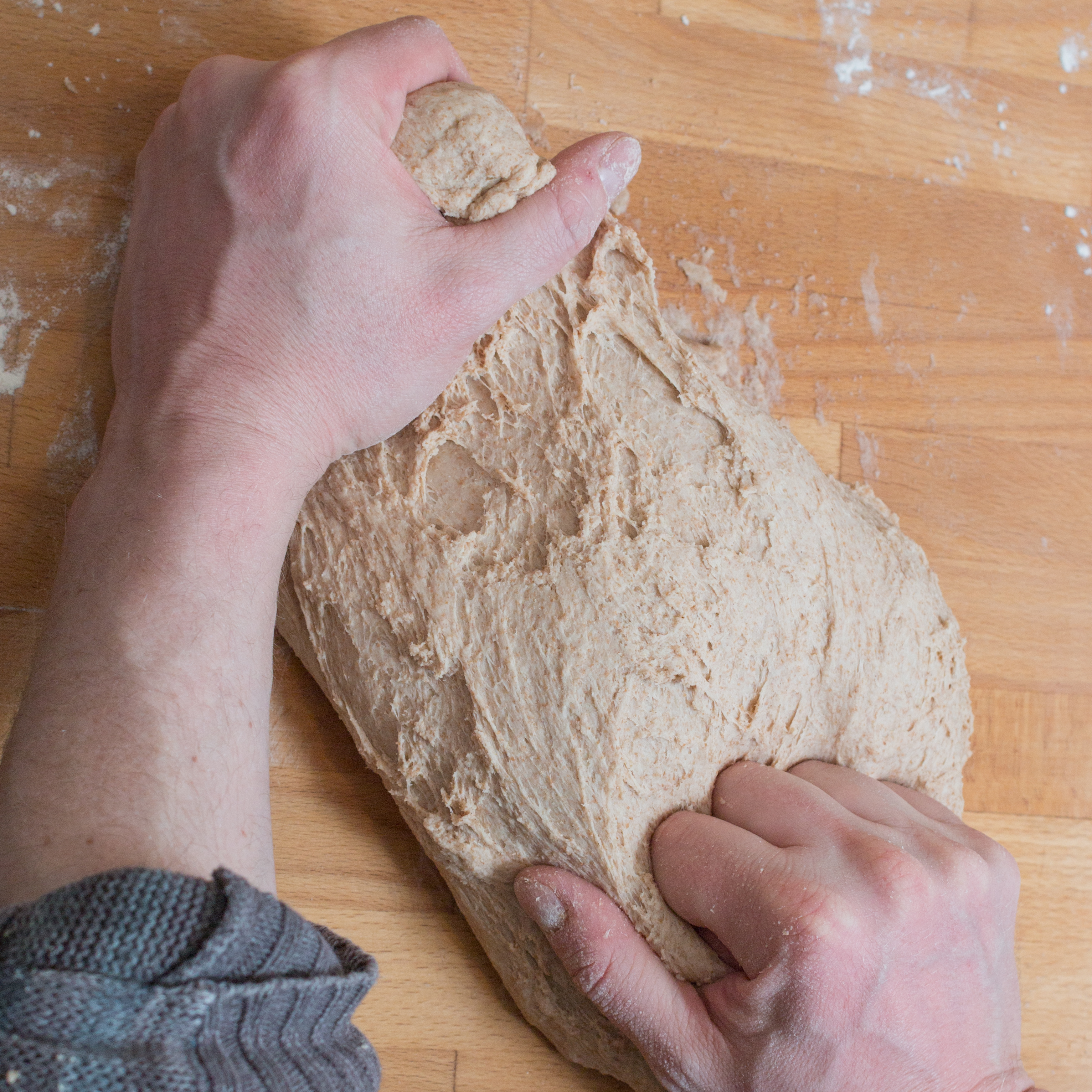
반죽을 하는 모습.

반죽하기는 가루에 물을 부어 이겨 개는 요리법이다. 그렇게 해서 만든 혼합물은 반죽이라 부른다.
반죽은 밀가루에 물, 우유, 그밖의 여러 재료(팽창제, 안정제, 연화제, 농후제, 당화제)를 넣어서 반죽한 것을 의미한다. 보통 뻑뻑한 느낌이지만, 손으로 작업 할 수 없을 정도로 심하지는 않다. 보통 손으로 쳐서 반죽을 완성한다.
반죽물은 스푼이나 거품기로 휘저어 묽게 만든 반죽을 의미한다.

## 같이 보기
- 익반죽